# Карачай
Карачай (карач.-балк. Къарачай) — історична територія формування та проживання карачаївців в горах північної частини Великого Кавказу, що є нині частиною Карачаєво-Черкеської Республіки (суб'єкта Російської Федерації).

## Історія

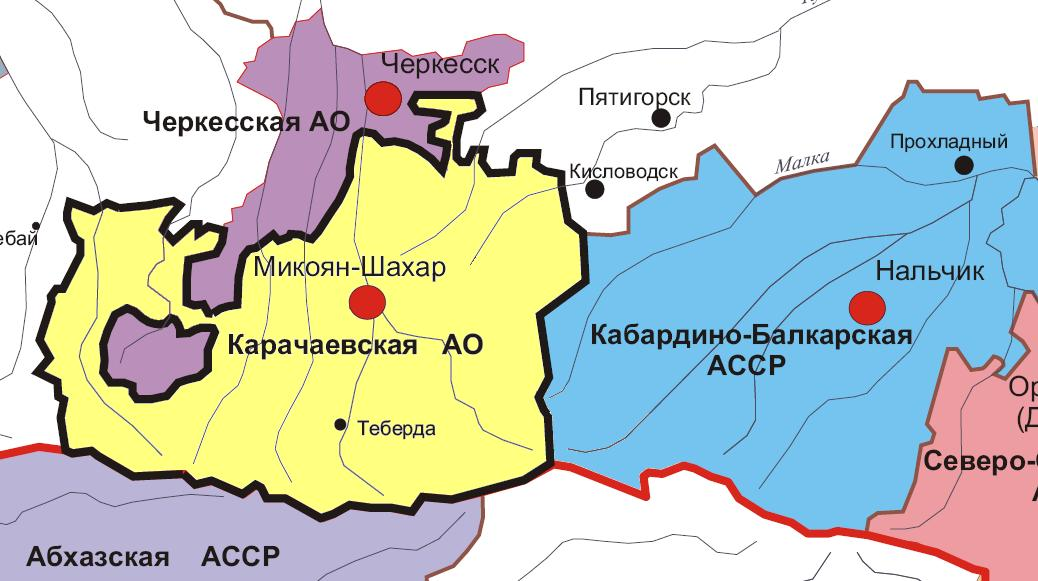
Карачаєвська АО до 1943

Після Кавказької війни Карачай увійшов до складу царської Росії.
З 1 квітня 1918 Карачай був частиною Кубанської Радянської Республіки, з 28 травня 1918 — частиною Кубано-Чорноморської Радянської Республіки, з 5 липня 1918 по грудень 1918 — частиною Північно-Кавказької Радянської Республіки, з 20 січня 1921 — частиною Горської Автономної Радянської Соціалістичної Республіки, з 12 січня 1922 — частиною Карачаєво-Черкеської автономної області (КЧАО) у складі Південно-Східного (з 1924 року — Північно-Кавказького) краю.
26 квітня 1926 постановою ВЦВК КЧАО була розділена і утворена Карачаєвська автономна область (у складі Ставропольського краю) з центром у новому місті Мікоян-Шахар (потім Клухорі, нині Карачаєвськ).
Указом Президії Верховної Ради СРСР Карачаєвська автономна область ліквідована 12 жовтня 1943, а карачаєвці були оголошені пособниками фашистських військ і 2 листопада 1943 року їх депортовано в Середню Азію і Казахстан. Південна частина Карачаю відійшла до Грузії (як Клухорський район), а більша частина була приєднана до Ставропольського краю.
9 січня 1957, у зв'язку з реабілітацією карачаївців, Карачай знову став частиною відтвореної Карачаєво-Черкеської автономної області у складі Ставропольського краю. При цьому, в поєднання в одному суб'єкті черкесів і карачаївців мало на меті попарне стримування націоналізму. Цей же принцип використовувався при створенні Чечено-Інгушетії і Кабардино-Балкарії.

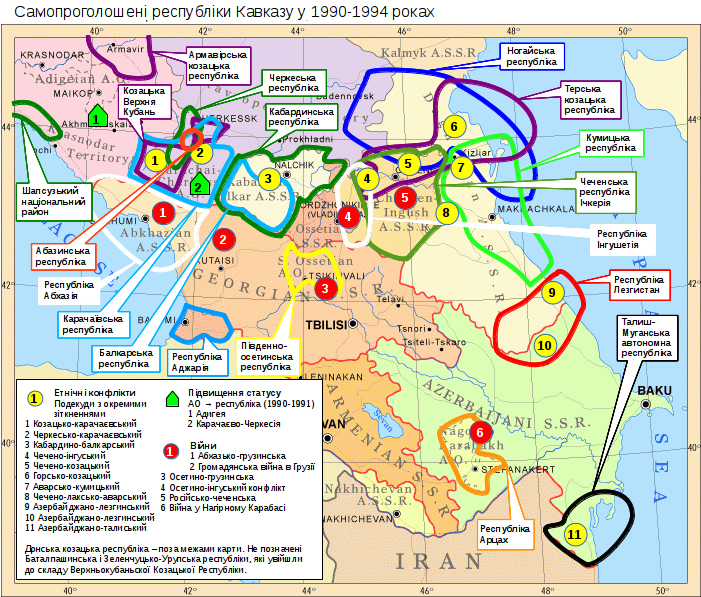
Самопроголошені республіки Кавказу на початку 1990-х

За часів параду суверенітетів і розпаду СРСР 30 листопада 1990 КЧАО вийшла зі складу Ставропольського краю і стала Карачаєво-Черкеською Радянською Соціалістичною Республікою (КЧРСР) в складі РРФСР, що затверджено постановою Верховної Ради РРФСР 3 липня 1991.
У жовтні 1989 і червні 1990 скликані карачаївським національним рухом «Джамаг'ат» з'їзди народу Карачая звернулися до керівництва РРФСР з проханням про відновлення окремої автономії Карачая (одночасно Черкесія могла стати частиною іншої республіки з усіх населених адигських народом земель — Адигеї і Кабарди).
18 листопада 1990 на з'їзді карачаївських депутатів усіх рівнів була проголошена Карачаєвська Радянська Соціалістична Республіка у складі РРФСР, що не було визнано керівництвом РРФСР.
13 липня 1991 на з'їзді карачаївських депутатів знову підтверджено рішення створити окреме державне утворення Карачаєвська Республіка у складі РРФСР, що не було визнано керівництвом РРФСР. Карачаєвська Республіка проголошена 17 жовтня 1991 на з'їзді депутатів Карачая всіх рівнів.
З 17 листопада 1991 на багатоденному мітингу руху «Джамаг'ат» і 3 грудня 1991 в постанові Верховної Ради Карачаєво-Черкесії знову були прийняті звернення до федерального центру про визнання Карачаєвської Республіки. 3 грудня 1991 постановою Верховної Ради Карачаєво-Черкесії було прийнято звернення до федерального центру про визнання окремих республік.
Після референдуму 28 березня 1992, на якому більшість населення Карачаєво-Черкесії висловилося проти поділу, поділ узаконено не було, і Карачай залишився частиною Карачаєво-Черкесії (з 16 жовтня 1992 — Карачаєво-Черкеська Республіка).

## Ресурси Інтернету
- Карачаево-Черкесия на hrono.ru [Архівовано 24 вересня 2015 у Wayback Machine.]